# Llista d'asteroides/145801-145900
| Nom              | Designació provisional | Data de descobriment   | Lloc de descobriment | Descobridor/s                    |
| ---------------- | ---------------------- | ---------------------- | -------------------- | -------------------------------- |
| 145801 -         | 1998 RF80              | 14 de setembre de 1998 | Socorro              | LINEAR                           |
| 145802 -         | 1998 SC9               | 20 de setembre de 1998 | Kitt Peak            | Spacewatch                       |
| 145803 -         | 1998 SW12              | 23 de setembre de 1998 | Catalina             | CSS                              |
| 145804 -         | 1998 SX41              | 26 de setembre de 1998 | Kitt Peak            | Spacewatch                       |
| 145805 -         | 1998 SC42              | 26 de setembre de 1998 | Kitt Peak            | Spacewatch                       |
| 145806 -         | 1998 SA77              | 26 de setembre de 1998 | Socorro              | LINEAR                           |
| 145807 -         | 1998 SU77              | 26 de setembre de 1998 | Socorro              | LINEAR                           |
| 145808 -         | 1998 SQ83              | 26 de setembre de 1998 | Socorro              | LINEAR                           |
| 145809 -         | 1998 SF84              | 26 de setembre de 1998 | Socorro              | LINEAR                           |
| 145810 -         | 1998 SR86              | 26 de setembre de 1998 | Socorro              | LINEAR                           |
| 145811 -         | 1998 ST104             | 26 de setembre de 1998 | Socorro              | LINEAR                           |
| 145812 -         | 1998 SX115             | 26 de setembre de 1998 | Socorro              | LINEAR                           |
| 145813 -         | 1998 SJ125             | 26 de setembre de 1998 | Socorro              | LINEAR                           |
| 145814 -         | 1998 SD140             | 26 de setembre de 1998 | Socorro              | LINEAR                           |
| 145815 -         | 1998 SN149             | 26 de setembre de 1998 | Socorro              | LINEAR                           |
| 145816 -         | 1998 SC152             | 26 de setembre de 1998 | Socorro              | LINEAR                           |
| 145817 -         | 1998 SQ161             | 26 de setembre de 1998 | Socorro              | LINEAR                           |
| 145818 -         | 1998 SF170             | 19 de setembre de 1998 | Anderson Mesa        | LONEOS                           |
| 145819 -         | 1998 TB2               | 12 d'octubre de 1998   | Caussols             | ODAS                             |
| 145820 Valeromeo | 1998 TL7               | 15 d'octubre de 1998   | Ceccano              | G. Masi                          |
| 145821 -         | 1998 TK12              | 13 d'octubre de 1998   | Kitt Peak            | Spacewatch                       |
| 145822 -         | 1998 TW18              | 14 d'octubre de 1998   | Xinglong             | BAO Schmidt CCD Asteroid Program |
| 145823 -         | 1998 UH1               | 19 d'octubre de 1998   | Catalina             | CSS                              |
| 145824 -         | 1998 UP34              | 28 d'octubre de 1998   | Socorro              | LINEAR                           |
| 145825 -         | 1998 UE42              | 28 d'octubre de 1998   | Socorro              | LINEAR                           |
| 145826 -         | 1998 UP45              | 23 d'octubre de 1998   | Xinglong             | BAO Schmidt CCD Asteroid Program |
| 145827 -         | 1998 VA7               | 10 de novembre de 1998 | Socorro              | LINEAR                           |
| 145828 -         | 1998 VS25              | 10 de novembre de 1998 | Socorro              | LINEAR                           |
| 145829 -         | 1998 VC42              | 15 de novembre de 1998 | Kitt Peak            | Spacewatch                       |
| 145830 -         | 1998 VY56              | 15 de novembre de 1998 | Kitt Peak            | Spacewatch                       |
| 145831 -         | 1998 VB57              | 14 de novembre de 1998 | Socorro              | LINEAR                           |
| 145832 -         | 1998 WG31              | 19 de novembre de 1998 | Catalina             | CSS                              |
| 145833 -         | 1998 WY37              | 21 de novembre de 1998 | Kitt Peak            | Spacewatch                       |
| 145834 -         | 1998 WH39              | 21 de novembre de 1998 | Kitt Peak            | Spacewatch                       |
| 145835 -         | 1998 XW23              | 11 de desembre de 1998 | Kitt Peak            | Spacewatch                       |
| 145836 -         | 1998 XE63              | 14 de desembre de 1998 | Socorro              | LINEAR                           |
| 145837 -         | 1998 YZ2               | 16 de desembre de 1998 | Uenohara             | N. Kawasato                      |
| 145838 -         | 1998 YF11              | 18 de desembre de 1998 | Caussols             | ODAS                             |
| 145839 -         | 1998 YK12              | 23 de desembre de 1998 | Goodricke-Pigott     | R. A. Tucker                     |
| 145840 -         | 1998 YW18              | 25 de desembre de 1998 | Kitt Peak            | Spacewatch                       |
| 145841 -         | 1998 YH20              | 25 de desembre de 1998 | Kitt Peak            | Spacewatch                       |
| 145842 -         | 1999 AL6               | 15 de gener de 1999    | Kitt Peak            | Spacewatch                       |
| 145843 -         | 1999 AD10              | 13 de gener de 1999    | Višnjan Observatory  | K. Korlević                      |
| 145844 -         | 1999 AG26              | 9 de gener de 1999     | Uenohara             | N. Kawasato                      |
| 145845 -         | 1999 BS26              | 16 de gener de 1999    | Kitt Peak            | Spacewatch                       |
| 145846 -         | 1999 CC13              | 14 de febrer de 1999   | Caussols             | ODAS                             |
| 145847 -         | 1999 CQ13              | 14 de febrer de 1999   | Caussols             | ODAS                             |
| 145848 -         | 1999 CP36              | 10 de febrer de 1999   | Socorro              | LINEAR                           |
| 145849 -         | 1999 CE43              | 10 de febrer de 1999   | Socorro              | LINEAR                           |
| 145850 -         | 1999 CA66              | 12 de febrer de 1999   | Socorro              | LINEAR                           |
| 145851 -         | 1999 CS69              | 12 de febrer de 1999   | Socorro              | LINEAR                           |
| 145852 -         | 1999 CN93              | 10 de febrer de 1999   | Socorro              | LINEAR                           |
| 145853 -         | 1999 CX97              | 10 de febrer de 1999   | Socorro              | LINEAR                           |
| 145854 -         | 1999 CS98              | 10 de febrer de 1999   | Socorro              | LINEAR                           |
| 145855 -         | 1999 CV105             | 12 de febrer de 1999   | Socorro              | LINEAR                           |
| 145856 -         | 1999 CY114             | 12 de febrer de 1999   | Socorro              | LINEAR                           |
| 145857 -         | 1999 EY2               | 10 de març de 1999     | Socorro              | LINEAR                           |
| 145858 -         | 1999 EM8               | 14 de març de 1999     | Kitt Peak            | Spacewatch                       |
| 145859 -         | 1999 JH135             | 12 de maig de 1999     | Socorro              | LINEAR                           |
| 145860 -         | 1999 KO3               | 17 de maig de 1999     | Kitt Peak            | Spacewatch                       |
| 145861 -         | 1999 LF1               | 7 de juny de 1999      | Socorro              | LINEAR                           |
| 145862 -         | 1999 ML2               | 22 de juny de 1999     | Catalina             | CSS                              |
| 145863 -         | 1999 NT15              | 14 de juliol de 1999   | Socorro              | LINEAR                           |
| 145864 -         | 1999 NE41              | 14 de juliol de 1999   | Socorro              | LINEAR                           |
| 145865 -         | 1999 RC4               | 4 de setembre de 1999  | Catalina             | CSS                              |
| 145866 -         | 1999 RL55              | 7 de setembre de 1999  | Socorro              | LINEAR                           |
| 145867 -         | 1999 RJ131             | 9 de setembre de 1999  | Socorro              | LINEAR                           |
| 145868 -         | 1999 RA138             | 9 de setembre de 1999  | Socorro              | LINEAR                           |
| 145869 -         | 1999 RQ140             | 9 de setembre de 1999  | Socorro              | LINEAR                           |
| 145870 -         | 1999 RU179             | 9 de setembre de 1999  | Socorro              | LINEAR                           |
| 145871 -         | 1999 RJ186             | 9 de setembre de 1999  | Socorro              | LINEAR                           |
| 145872 -         | 1999 RB214             | 13 de setembre de 1999 | Kitt Peak            | Spacewatch                       |
| 145873 -         | 1999 RA219             | 5 de setembre de 1999  | Anderson Mesa        | LONEOS                           |
| 145874 -         | 1999 RY236             | 8 de setembre de 1999  | Catalina             | CSS                              |
| 145875 -         | 1999 RV249             | 6 de setembre de 1999  | Kitt Peak            | Spacewatch                       |
| 145876 -         | 1999 RF259             | 4 de setembre de 1999  | Anderson Mesa        | LONEOS                           |
| 145877 -         | 1999 SP11              | 30 de setembre de 1999 | Catalina             | CSS                              |
| 145878 -         | 1999 SS14              | 29 de setembre de 1999 | Catalina             | CSS                              |
| 145879 -         | 1999 SW21              | 18 de setembre de 1999 | Kitt Peak            | Spacewatch                       |
| 145880 -         | 1999 TE                | High Point             | D. K. Chesney        |                                  |
| 145881 -         | 1999 TC32              | 4 d'octubre de 1999    | Socorro              | LINEAR                           |
| 145882 -         | 1999 TU32              | 4 d'octubre de 1999    | Socorro              | LINEAR                           |
| 145883 -         | 1999 TT51              | 4 d'octubre de 1999    | Kitt Peak            | Spacewatch                       |
| 145884 -         | 1999 TY83              | 13 d'octubre de 1999   | Kitt Peak            | Spacewatch                       |
| 145885 -         | 1999 TF87              | 15 d'octubre de 1999   | Kitt Peak            | Spacewatch                       |
| 145886 -         | 1999 TY98              | 2 d'octubre de 1999    | Socorro              | LINEAR                           |
| 145887 -         | 1999 TM100             | 2 d'octubre de 1999    | Socorro              | LINEAR                           |
| 145888 -         | 1999 TT103             | 3 d'octubre de 1999    | Socorro              | LINEAR                           |
| 145889 -         | 1999 TC125             | 4 d'octubre de 1999    | Socorro              | LINEAR                           |
| 145890 -         | 1999 TP139             | 6 d'octubre de 1999    | Socorro              | LINEAR                           |
| 145891 -         | 1999 TS147             | 7 d'octubre de 1999    | Socorro              | LINEAR                           |
| 145892 -         | 1999 TD151             | 15 d'octubre de 1999   | Socorro              | LINEAR                           |
| 145893 -         | 1999 TG165             | 10 d'octubre de 1999   | Socorro              | LINEAR                           |
| 145894 -         | 1999 TF167             | 10 d'octubre de 1999   | Socorro              | LINEAR                           |
| 145895 -         | 1999 TA169             | 10 d'octubre de 1999   | Socorro              | LINEAR                           |
| 145896 -         | 1999 TF190             | 12 d'octubre de 1999   | Socorro              | LINEAR                           |
| 145897 -         | 1999 TT191             | 12 d'octubre de 1999   | Socorro              | LINEAR                           |
| 145898 -         | 1999 TT192             | 12 d'octubre de 1999   | Socorro              | LINEAR                           |
| 145899 -         | 1999 TT197             | 12 d'octubre de 1999   | Socorro              | LINEAR                           |
| 145900 -         | 1999 TO219             | 1 d'octubre de 1999    | Catalina             | CSS                              |